# OwnCloud
ownCloud est un logiciel libre offrant une plateforme de services de stockage et partage de fichiers et d'applications diverses en ligne. Il est présenté comme une alternative à Dropbox, lequel est basé sur un cloud public. Dans ownCloud, le stockage des données se fait au sein de l'infrastructure de l'entreprise et les accès sont soumis à la politique de sécurité informatique de celle-ci.
OwnCloud Server peut être installé sur la plupart des distributions Linux supportant une version récente de PHP et supportant SQLite (base de données par défaut), MariaDB, MySQL ou PostgreSQL. OwnCloud Server ne peut pas être installé sur Windows ni sur OS X.

En complément de l'utilisation de OwnCloud Server par un simple navigateur web, on peut aussi utiliser OwnCloud Desktop Client afin de synchroniser les fichiers avec OwnCloud Server depuis la machine de l'utilisateur. OwnCloud Desktop Client est multiplateforme : Windows, OS X, Linux, iOS et Android.

## Historique
Le projet ownCloud a été lancé en janvier 2010 par Frank Karlitschek (en), un développeur du projet KDE, afin de rendre aux utilisateurs le contrôle de leurs données dans le cloud[source insuffisante]. 
La création d'une entité commerciale fondée sur le projet ownCloud a été annoncée le 13 décembre 2011. Cette société se positionne en alternative aux solutions de Dropbox et Box.net, en mettant en avant la flexibilité et la sécurité. OwnCloud offre une alternative libre aux solutions propriétaires présentes sur le marché.
Le 27 avril 2016, Frank Karlitschek, fondateur et directeur de la technologie d'ownCloud annonce qu'il quitte ownCloud, Inc. suivi de quelques développeurs à la suite d'un conflit d'intérêts entre la communauté et la compagnie ownCloud Inc.,. Le 2 juin 2016 Frank Karlitschek annonce que les principaux anciens développeurs d'ownCloud et lui-même créent un fork d'ownCloud dénommé Nextcloud ainsi que la société Nextcloud GmbH qui offrira des services liés à Nextcloud[source insuffisante].

### Logiciels similaires
- Pydio
- kDrive